# Elaphrosaurus bambergi
Elaphrosaurus bambergi es la única especie conocida del género extinto Elaphrosaurus de dinosaurio terópodo ceratosauriano, que vivió finales del período Jurásico, hace aproximadamente entre 154 a 147 millones de años, en el Titoniense, en lo que hoy es África.

## Descripción
Elaphrosaurus era alargado y delgado, con un cuello largo. Lo que se sabe sobre Elaphrosaurus proviene principalmente de un solo esqueleto casi completo y no se ha encontrado ningún cráneo. Era distintivo entre los terópodos por tener patas cortas para su longitud. Paul en 1988 notó que este era el terópodo de tronco más largo y delgado que había examinado. Elaphrosaurus tenía aproximadamente 6,2 m, 1,46 m de altura en la cadera y pesaba aproximadamente 210 kg. La tibia, hueso de la espinilla, de Elaphrosaurus , medido 608 mm, era considerablemente más larga que su fémur, el del hueso del muslo, que medía 520 mm, y los metatarsianos medían el 74 % de la longitud del fémur. Estas proporciones, también compartidas por algunos ornitomimosaurios , probablemente indican hábitos corredores. Su larga cola terminó con una rara curva descendente que puede no estar relacionada con la tafonomía. Si bien el cuello de Elaphrosaurus era largo, las articulaciones cigapófisis delgadas y la falta de epipófisis en las vértebras cervicales indican que era mucho menos flexible que los de otros terópodos y que puede que solo haya soportado un cráneo bastante pequeño. Estos rasgos argumentan que Elaphrosaurus es un depredador de presas pequeñas y posiblemente fue omnívoro o herbívoro debido a su estrecha relación con Limusaurus.

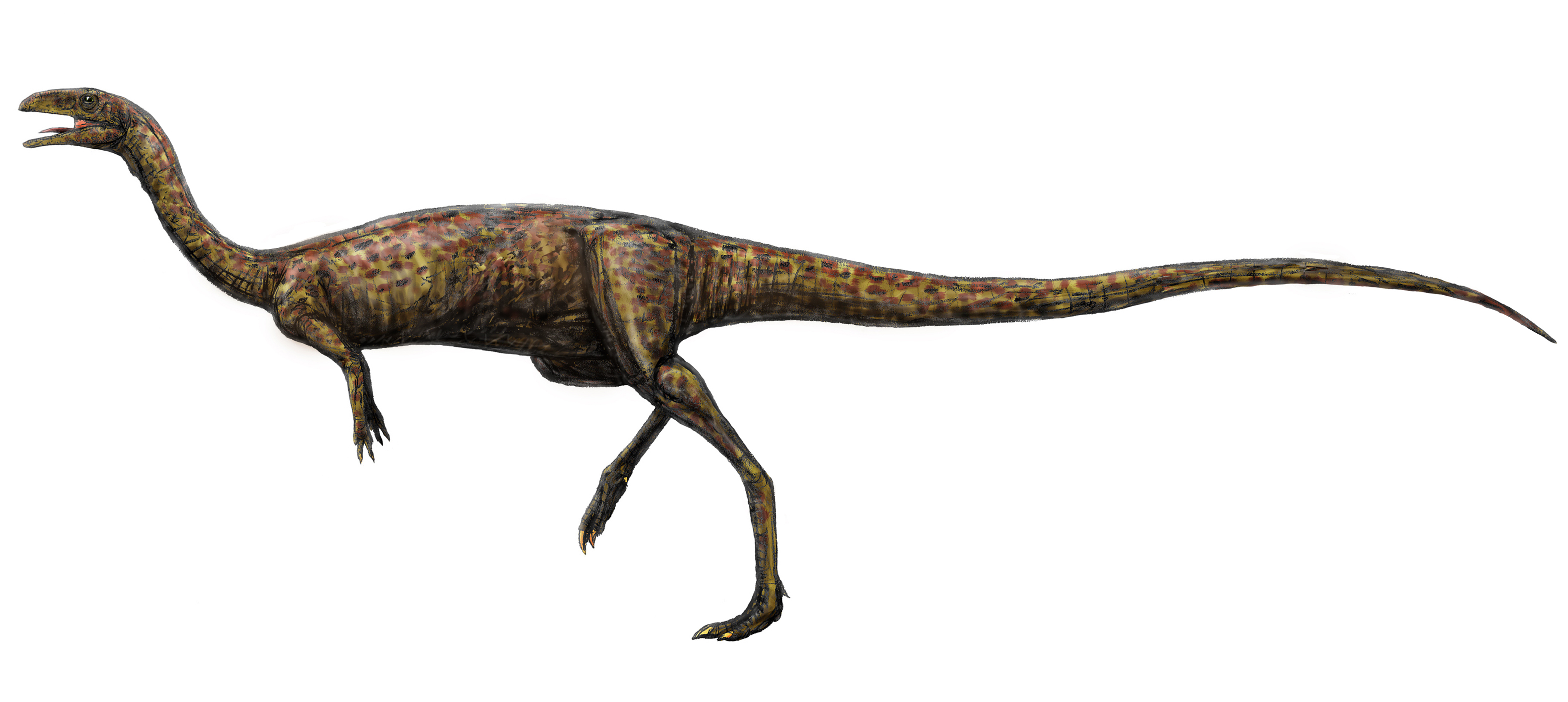
Reconstrucción de Elaphrosaurus bambergii con cabeza y manos basadas en su pariente Limusaurus

Un diagnóstico es una declaración de las características anatómicas de un organismo o grupo que lo distinguen colectivamente de todos los demás organismos. Algunas, pero no todas, de las características en un diagnóstico también son autapomorfías. Una autofomorfia es una característica anatómica distintiva que es exclusiva de un organismo determinado. Según Rauhut en 2000, Elaphrosaurus puede distinguirse según las siguientes características, las vértebras cervicales poseen láminas lateroventrales delgadas, que bordean el pleurocoelos posteriores ventralmente, las vértebras cervicales son fuertemente cóncavas ventralmente, con el margen ventral arqueado por encima de la mitad La altura de la faceta articular anterior en su punto más alto, la fosa brevis del ilion se ensancha extremadamente, de modo que la plataforma brevis forma un borde lateral casi horizontal, el extremo distal del isquio se expande fuertemente en una bota triangular.
Un diagnóstico mejorado en el estudio de Rauhut y Carrano de 2016 agregó que Elaphrosaurus podría distinguirse únicamente por las láminas ventrolaterales pronunciadas en los extremos posteriores de las vértebras cervicales, sin epipófisis cervicales, especialmente únicas entre los abelisauroides, el extremo distal del metacarpiano II compensado ventralmente desde su eje por un paso distinto, el extremo proximal del metatarsiano IV casi 2,5 veces más profundo anteroposteriormente que ancho transversalmente, y un proceso ascendente muy corto del astrágalo,si se identifica correctamente.

## Descubrimiento e investigación
El espécimen tipo de Elaphrosaurus bambergi HMN Gr.S. 38-44 se recuperó en el Miembro Dinosaurio Medio de la formación Tendaguru en Tanzania. El espécimen fue recolectado por Werner Janensch, I. Salim, H. Reck y Parkinson en 1910 en marga gris, verde, roja y arenosa que se depositó durante la etapa kimmeridgiana del período Jurásico , hace aproximadamente 157 a 152 millones de años. Este espécimen se encuentra en la colección del Museo de Historia Natural de Berlín, Alemania.
Elaphrosaurus fue descrito y nombrado por Werner Janensch en 1920 y la especie tipo es Elaphrosaurus bambergi. El nombre del género Elaphrosaurus se deriva de las palabras griegas elaphros, ελαφρός, que significa "piernas ligeras", una referencia a su velocidad de carrera supuesta y sauros, σαῦρος, que significa "lagarto,  por lo tanto, "lagarto de patas ligeras". El nombre específico honra al industrial Paul Bamberg por su apoyo financiero a las expediciones de Tendagaru.
HMN Gr.S. 38-44 consiste en 18 vértebras presacras, 5 vértebras sacras, 20 vértebras caudales, una faja pélvica , una extremidad posterior izquierda casi completa, faltan solo algunas falanges, varios metacarpianos aislados y un húmero . En 1925, Janesch refirió dos fragmentos de costillas, una vértebra dorsal y una falange manual que él creía que era la falange II-2. Sin embargo, las vértebras referidas se han perdido y la falange manual, ahora considerada como la falange I-1, no se puede evaluar como perteneciente a Elaphrosaurus. En 1929, también se refirió a Elaphrosaurus tanto en los escapulocoracoides como en otros dos fragmentos de costillas y en un radio, aunque el radio es proporcionalmente largo y de un diferente horizonte estratigráfico , probablemente no pertenece a esta especie. Muchos huesos se dañaron por incrustación de calcita y se reconstruyeron con yeso, aunque solo el escapulocoracoide izquierdo estaba significativamente deformado. Se encontró un animal relacionado, quizás el mismo género, en las zonas estratigráficas 2-4 de la Formación Morrison. Se han encontrado pocos esqueletos de terópodos, la mayoría de los descubrimientos son fragmentos.
Huellas de dinosaurios de la República de Níger y de Jerusalén fueron atribuidas a Elaphrosaurus. Esta asignación se considera no concluyente.

## Clasificación

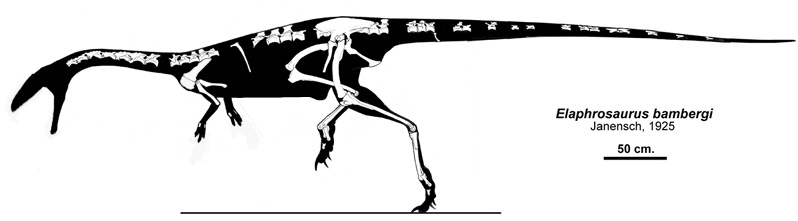
Los únicos restos conocidos de Elaphrosaurus.

Elaphrosaurus fue descrito por primera vez por Janensch como un celurosaurio. En ese momento, Coelurosauria era un taxón cajón de sastre para pequeños terópodos. Luego, Elaphrosaurus fue colocado en la familia Ornithomimidae por Franz Nopcsa en 1928 debido a su marco ligero y al hecho de que su húmero es recto y delgado, con una cresta deltopectoral baja. El propio Janensch rechazó esta tarea, creyendo que cualquier semejanza podría explicarse plausiblemente por la evolución convergente . A mediados del siglo XX, Elaphrosaurus era visto generalmente como un miembro de Coeluridae . Sin embargo, la hipótesis de Nopcsa fue revivida por Dale Alan Russell en 1972, y confirmada por Peter Malcolm Galton en 1982. En 1988, Gregory S. Paul observó que al examinar más de cerca sus extremidades se aproximan a las de Coelophysis y sugirió una posición entre los Coelophysidae. Sin embargo, en 1990 Barsbold, Teresa Maryańska y Osmólska y otros investigadores todavía lo clasificaron como un ornitomímido. Trabajos más recientes de Carrano y Sampson en 2008 y Carrano et al. en 2012 asigna Elaphrosaurus a Ceratosauria. Un nuevo estudio del material fósil conocido, publicado en 2016, concluyó que, debido a las características de los escapulocorácoides y metatarsianos, Elaphrosaurus fue en realidad uno de los primeros miembros de Noasauridae dentro de Ceratosauria, y que formó un grupo con ciertos noasáuridos asiáticos, que fue nombrado el Elaphrosaurinae.

### Filogenia
El siguiente cladograma se basa en el análisis filogenético realizado por Rauhut y Carrano en 2016, que muestra las relaciones de Elaphrosaurus entre los noasáuridos.

|  | Limusaurus                                                  |
|  |                                                             |
|  | \| \| CCG 20011 \| \| \| \| \| \| Elaphrosaurus \| \| \| \| |
|  |                                                             |
|  | CCG 20011                                                   |
|  |                                                             |
|  | Elaphrosaurus                                               |
|  |                                                             |

|  | CCG 20011     |
|  |               |
|  | Elaphrosaurus |
|  |               |

|  | Velocisaurus  |
|  |               |
|  | Noasaurus     |
|  |               |
|  | Masiakasaurus |
|  |               |

|  | Limusaurus                                                  |
|  |                                                             |
|  | \| \| CCG 20011 \| \| \| \| \| \| Elaphrosaurus \| \| \| \| |
|  |                                                             |
|  | CCG 20011                                                   |
|  |                                                             |
|  | Elaphrosaurus                                               |
|  |                                                             |

|  | CCG 20011     |
|  |               |
|  | Elaphrosaurus |
|  |               |

|  | Velocisaurus  |
|  |               |
|  | Noasaurus     |
|  |               |
|  | Masiakasaurus |
|  |               |

|  | Limusaurus                                                  |
|  |                                                             |
|  | \| \| CCG 20011 \| \| \| \| \| \| Elaphrosaurus \| \| \| \| |
|  |                                                             |
|  | CCG 20011                                                   |
|  |                                                             |
|  | Elaphrosaurus                                               |
|  |                                                             |

|  | CCG 20011     |
|  |               |
|  | Elaphrosaurus |
|  |               |

|  | Velocisaurus  |
|  |               |
|  | Noasaurus     |
|  |               |
|  | Masiakasaurus |
|  |               |

|  | Limusaurus                                                  |
|  |                                                             |
|  | \| \| CCG 20011 \| \| \| \| \| \| Elaphrosaurus \| \| \| \| |
|  |                                                             |
|  | CCG 20011                                                   |
|  |                                                             |
|  | Elaphrosaurus                                               |
|  |                                                             |

|  | CCG 20011     |
|  |               |
|  | Elaphrosaurus |
|  |               |

|  | Velocisaurus  |
|  |               |
|  | Noasaurus     |
|  |               |
|  | Masiakasaurus |
|  |               |

|  | Limusaurus                                                  |
|  |                                                             |
|  | \| \| CCG 20011 \| \| \| \| \| \| Elaphrosaurus \| \| \| \| |
|  |                                                             |
|  | CCG 20011                                                   |
|  |                                                             |
|  | Elaphrosaurus                                               |
|  |                                                             |

|  | CCG 20011     |
|  |               |
|  | Elaphrosaurus |
|  |               |

|  | Velocisaurus  |
|  |               |
|  | Noasaurus     |
|  |               |
|  | Masiakasaurus |
|  |               |

|  | Limusaurus                                                  |
|  |                                                             |
|  | \| \| CCG 20011 \| \| \| \| \| \| Elaphrosaurus \| \| \| \| |
|  |                                                             |
|  | CCG 20011                                                   |
|  |                                                             |
|  | Elaphrosaurus                                               |
|  |                                                             |

|  | CCG 20011     |
|  |               |
|  | Elaphrosaurus |
|  |               |

|  | Velocisaurus  |
|  |               |
|  | Noasaurus     |
|  |               |
|  | Masiakasaurus |
|  |               |

|  | Limusaurus                                                  |
|  |                                                             |
|  | \| \| CCG 20011 \| \| \| \| \| \| Elaphrosaurus \| \| \| \| |
|  |                                                             |
|  | CCG 20011                                                   |
|  |                                                             |
|  | Elaphrosaurus                                               |
|  |                                                             |

|  | CCG 20011     |
|  |               |
|  | Elaphrosaurus |
|  |               |

|  | Velocisaurus  |
|  |               |
|  | Noasaurus     |
|  |               |
|  | Masiakasaurus |
|  |               |

|  | Limusaurus                                                  |
|  |                                                             |
|  | \| \| CCG 20011 \| \| \| \| \| \| Elaphrosaurus \| \| \| \| |
|  |                                                             |
|  | CCG 20011                                                   |
|  |                                                             |
|  | Elaphrosaurus                                               |
|  |                                                             |

|  | CCG 20011     |
|  |               |
|  | Elaphrosaurus |
|  |               |

|  | Velocisaurus  |
|  |               |
|  | Noasaurus     |
|  |               |
|  | Masiakasaurus |
|  |               |

### Especie
Elaphrosaurus incluye solamente una especie, E. bambergi descrita por Janesch en 1920, del Lecho de dinosaurios de Tendaguru de África del Este. Aunque material adicional, un húmero aislado, designado E. sp haya sido descrito por Galton, 1982 de la Formación Morrison de Norteamérica. Chure en 2001, presenta un segundo espécimen,  DMNH 36284, la porsión proximal de una tibia derecha, que confirma el descubrimiento de Galton, afirma que si bien está pendiente de nuevos descubrimientos, no hay nada de diferente con el E. bambergi.

### Especies ya no asignadas aElaphrosaurus
El siguiente material fue asignado a Elaphrosaurus a lo largo de los años, pero un estudio posterior reveló que estas tareas eran dudosas:
- Elaphrosaurus iguidiensis: Fue descrito por Albert-Félix de Lapparent en 1960,[20]  y el material se recolectó en Argelia , Libia y Níger en los sedimentos del Cretácico temprano. El material consta de más de cuarenta dientes, ungual manual , ocho vértebras caudales, un fragmento de fémur distal y una tibia completa de 350 mm. Estos especímenes se originaron en tres localidades diferentes y no parecen pertenecer a la misma especie.
- Elaphrosaurus gautieri: Fue descrito por primera vez por de Lapparent en 1960,[20] y el material se recolectó en la Formación Tiouraren en Níger, en los sedimentos del Jurásico Medio-Tardío. Este material, un esqueleto parcial, ha sido renombrado como Spinostropheus gautieri por Sereno et al. en 2004.[21]
- Elaphrosaurus philtippettensis: posteriormente Elaphrosaurus philtippettorum, fue erigida por Stephan Pickering[22][23] en 1995 con base en USNM 5737, que consiste en una tibia, un húmero, algunos metatarsianos y la porción distal de un hueso púbico fragmentado recuperado de Formación Morrison de Colorado. La investigación de Carpenter et al. en 2005 llegaron a la conclusión de que estos fósiles no son ceratosaurianos y es probable que se puedan remitir al terópodo coélurido Tanycolagreus. Lleva el nombre del supervisor de efectos visuales Phil Tippett .
- Elaphrosaurus agilis: Fue un cambio de nombre por Dale Russell en 1980 de Coelurus agilis , originalmente nombrado por Othniel Charles Marsh en 1884.[24] La especie se basa en un par de huesos púbicos fusionados que Marsh creía que representaban una versión mucho más grande de la especie tipo Coelurus fragilis. John Ostrom en 1980 confirmó la posición anterior de Charles Whitney Gilmore de que Coelurus agilis era sinónimo de Coelurus fragilis. Esto significa que Elaphrosaurus agilis es en realidad la misma especie que Coelurus fragilis, un sinónimo más moderno.
- Elaphrosaurus sp. USNM 8415 fue descubierto en 1883 y se refirió por primera vez al ornitópodo Dryosaurus . Más tarde, Galton lo remitió a Elaphrosaurus en 1982, basándose en los restos recuperados en la Formación Morrison de Colorado. Este material, que es claramente ceratosaúrido, no tiene ninguna morfología que lo vincule específicamente a Elaphrosaurus . El conocimiento actual limita la colocación de este material a Ceratosauria incertae sedis.[25]
- Elaphrosaurus sp. DMNH 36284 fue referido a este género por Chure[26] en 2001, basado en la porción proximal de una tibia derecha fragmentaria del miembro de la Cuenca Brushy de la Formación Morrison. El análisis filogenético realizado por Carrano y Sampson en 2008 mostró que no se trataba de un ceratosauriano basal , sino que se parecía al hueso de la pierna de un terópodo abelisauroide que aún no se ha descrito formalmente.[25]

## Paleoecología
Los estudios sugieren que el paleoambiente de la formación Tendaguru era un ambiente marino marginal con contenido de fauna y flora no marina. El miembro del dinosaurio medio de la formación Tendaguru ha dado lugar a los saurópodos Giraffatitan , Australodocus, Janenschia, Tornieria y Dicraeosaurus, terópodos similares a Allosaurus y Ceratosaurus, el carcarodontosáurido Veterupristisaurus, el estegosáurido Kentrosaurus y el iguanodóntido Dysalotosaurus. Los dinosaurios compartieron este paleoambiente con pterosaurios como Pterodactylus y Rhamphorhynchus, así como con los primeros mamíferos. Paul en 1988 observó que Elaphrosaurus bambergi era demasiado pequeño para atacar a los saurópodos y estegosáuridos presentes en su paleoambiente, y que, en su lugar, probablemente cazaba a los pequeños y rápidos herbívoros ornitópodos. Sin embargo, estudios más recientes apoyan la idea de que Elaphrosaurus era un herbívoro u omnívoro, debido a su estrecha relación con Limusaurus y un cuello que es mucho menos flexible que los característicos de los terópodos carnívoros.